# Psylla cordata
Psylla cordata är en insektsart som beskrevs av Tamanini 1977. Psylla cordata ingår i släktet Psylla och familjen rundbladloppor. Inga underarter finns listade i Catalogue of Life.